# 佐藤佳孝
佐藤 佳孝（さとう よしたか、1950年4月22日 - ）は、日本の技術者、実業家。北海道電力代表取締役社長や、同社代表取締役会長、電気事業連合会副会長を歴任した。

## 人物・経歴
北海道小樽市出身。1974年東京工業大学理学部情報科学科卒業、北海道電力入社。旭川支店営業部長、情報通信部長、理事企画本部副本部長等を経て、2006年常務取締役。2007年常務取締役お客さま本部長。
2008年から北海道電力代表取締役社長を務め、泊原子力発電所再稼働に向けた働きかけなどを行った。2012年代表取締役会長、JR北海道取締役。北海道胆振東部地震では大規模な停電が生じ、記者会見で謝罪した。
2016年財務省北海道財務局国有財産北海道地方審議会会長。2018年札幌テレビ放送取締役。2019年北海道電力顧問。この間電気事業連合会副会長、北海道エアポート取締役、原子力発電環境整備機構理事、日本科学技術振興財団評議員なども歴任したが、財界活動には積極的ではなく、慣例の北海道経済連合会会長職には就かなかった。
また、以前は、北海道テレビ放送（HTB）の番組審議会委員を務めていた。